# Kościół Niepokalanego Poczęcia Najświętszej Maryi Panny w Pławniowicach
Kościół Niepokalanego Poczęcia Najświętszej Maryi Panny w Pławniowicach (do 1945 r. kaplica pałacowa Niepokalanego Poczęcia Najświętszej Maryi Panny) – rzymskokatolicki kościół parafialny (od 1945 r.) znajdujący się w Pławniowicach, przy ul. Gliwickiej 46, w dekanacie Pławniowice, w diecezji gliwickiej.
Świątynia mieści się w dawnej kaplicy pałacowej i stanowi część Zespołu Pałacowo-Parkowego w Pławniowicach.

## Historia
Pierwotnie kościół służył jako kaplica pałacowa rodziny Ballestremów, która za siedzibę rodową obrała sobie Pławniowice i tu postanowiła wybudować swoją rezydencję.
Zaprojektowanie pałacu i nadzór nad pracami budowlanymi polecono Konstantynowi Heidenreichowi, mistrzowi budowlanemu pochodzącemu z Kopic.
Budowę rozpoczęto w 1882 roku, rok później przystąpiono do budowy kaplicy, wraz z przylegającym do niej skrzydłem.
W latach 1884–1885 prowadzono prace wykończeniowe, a 15 października 1885 r. nastąpiła konsekracja kaplicy pałacowej, której nadano wezwanie Niepokalanego Poczęcia Najświętszej Maryi Panny.
Do 1945 r. pałac należał do rodziny Ballestremów, lecz na początku tego roku ówczesny właściciel opuścił posiadłość, w obawie przed Armią Czerwoną. 
Również do 1945 roku wieś Pławniowice należała do parafii Rudno.
Po zakończeniu II wojny światowej obiekt przekazano władzom kościelnym, erygowano w Pławniowicach parafię, przez co kaplica pałacowa stała się kościołem parafialnym, a przylegające do niej zachodnie skrzydło pałacu przeznaczono na plebanię.
W 1993 roku rozpoczęto generalny remont całego budynku.

## Architektura
Kaplica wybudowana na planie kwadratu, jednonawowa, o charakterze późnobarokowym, z prezbiterium zamkniętym trójbocznie.
Wnętrze zdobione polichromią figuralno-ornamentalną (będącą dziełem wrocławskiego malarza o imieniu Münster), pilastrami i przekryte sklepieniem gwiaździstym, z emporami nakrytymi sklepieniem krzyżowo-żebrowym.
W prezbiterium znajduje się wizerunek Maryi Niepokalanie Poczętej, czczonej przez anioły, a także wizerunki czterech Ewangelistów i Chrystusa.
W nawie głównej wizerunki aniołów, ornamenty roślinne, dekoracje przypominające podziały wykonane za pomocą boni, rzeźbiony chór muzyczny oraz kuta krata przy wejściu na chór boczny.
Wyposażenie, tj. ołtarz główny, ołtarz boczny, organy, stacje drogi krzyżowej oraz chrzcielnica zachowało się do dziś. 
Rzeźby ołtarzowe autorstwa wrocławskiego rzeźbiarza Franke.

### Organy
Organy pławniowickiego kościoła wykonane zostały przez świdnicką firmę Schlag & Söhne jako opus 285. Powstały w 1885 r. 
Dyspozycja instrumentu: 
- liczba głosów: 8;
- liczba klawiatur: 2+P;
- traktura: mechaniczna;
- wiatrownice: posiadają ukośnie wiszące wentyle oraz poziome popychacze[9].

## Msze Święte
Niedziele i Święta:
8:00, 10:00; 18:00 – od II niedzieli lipca do końca sierpnia
Dni powszednie:
7:00 lub 18:00 (19:00 – od maja do sierpnia)

## Galeria

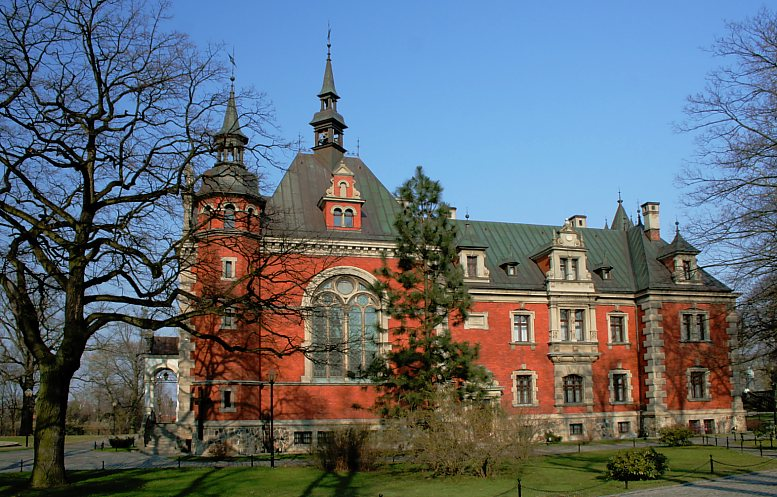
Kościół i plebania
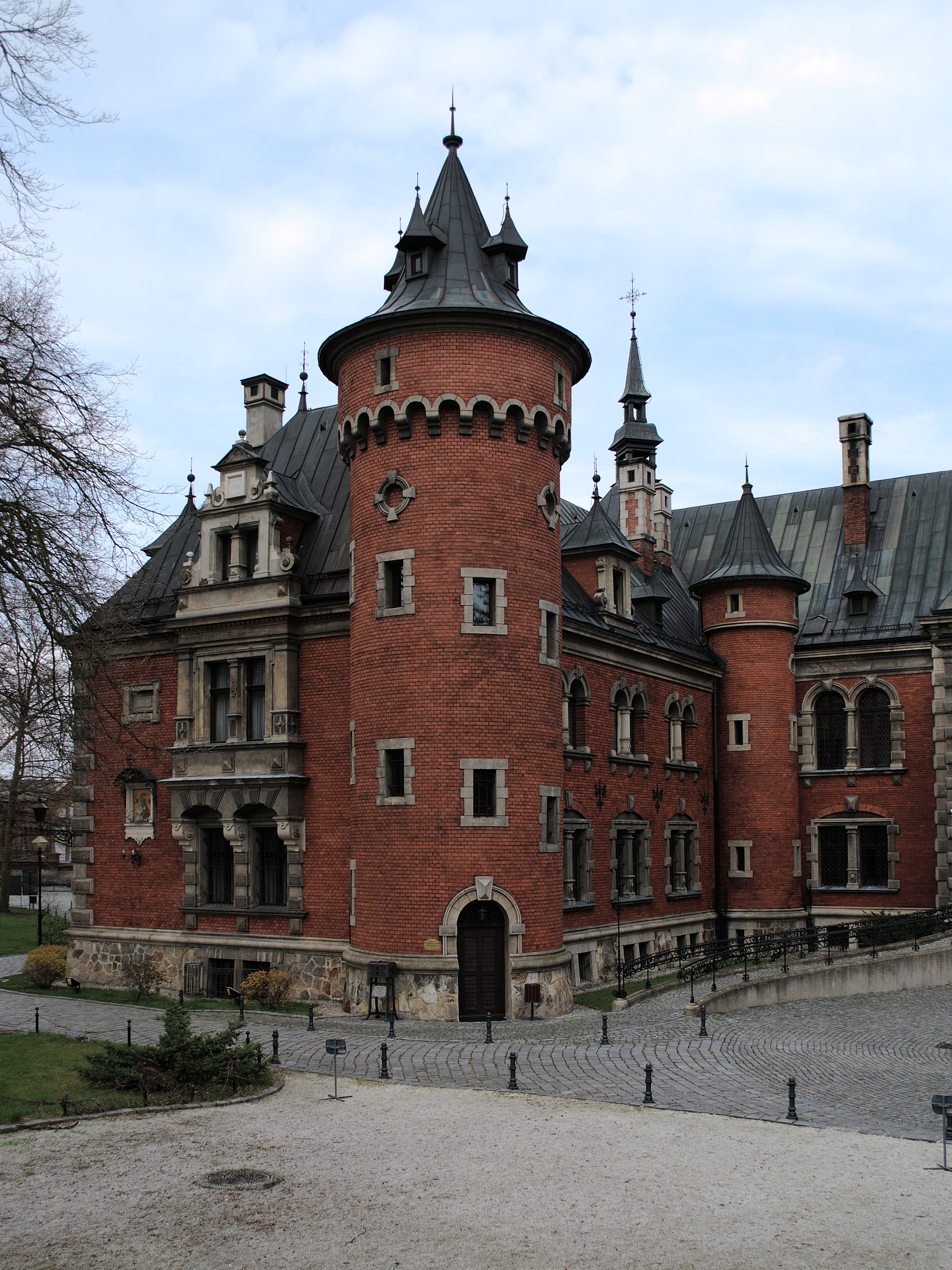
Widok od strony dziedzińca pałacowego
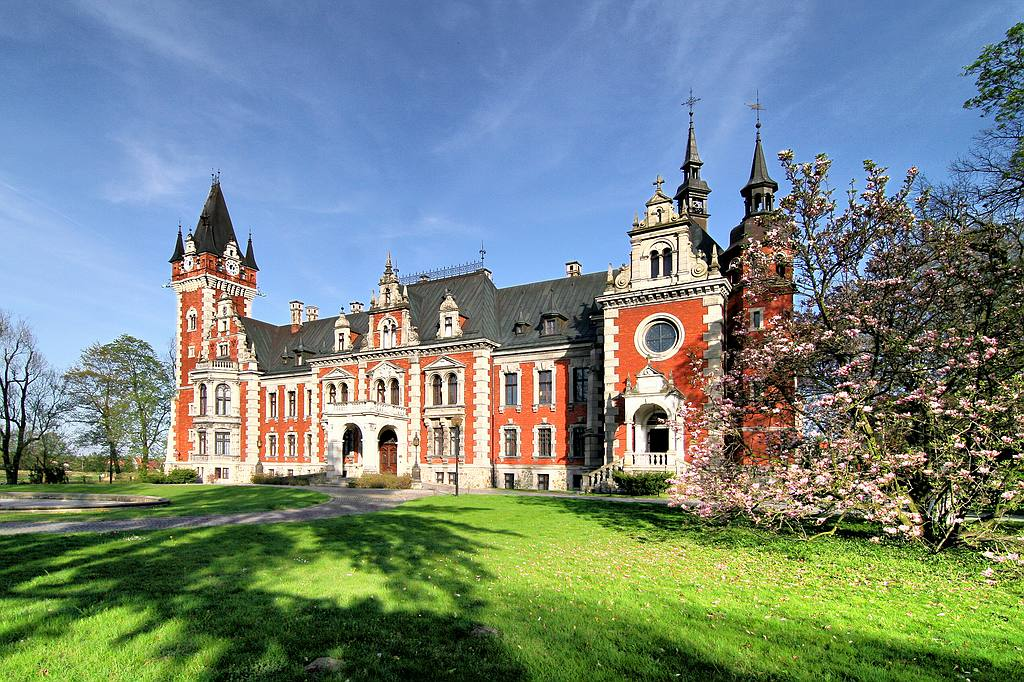
Fasada pałacu i główne wejście do kościoła
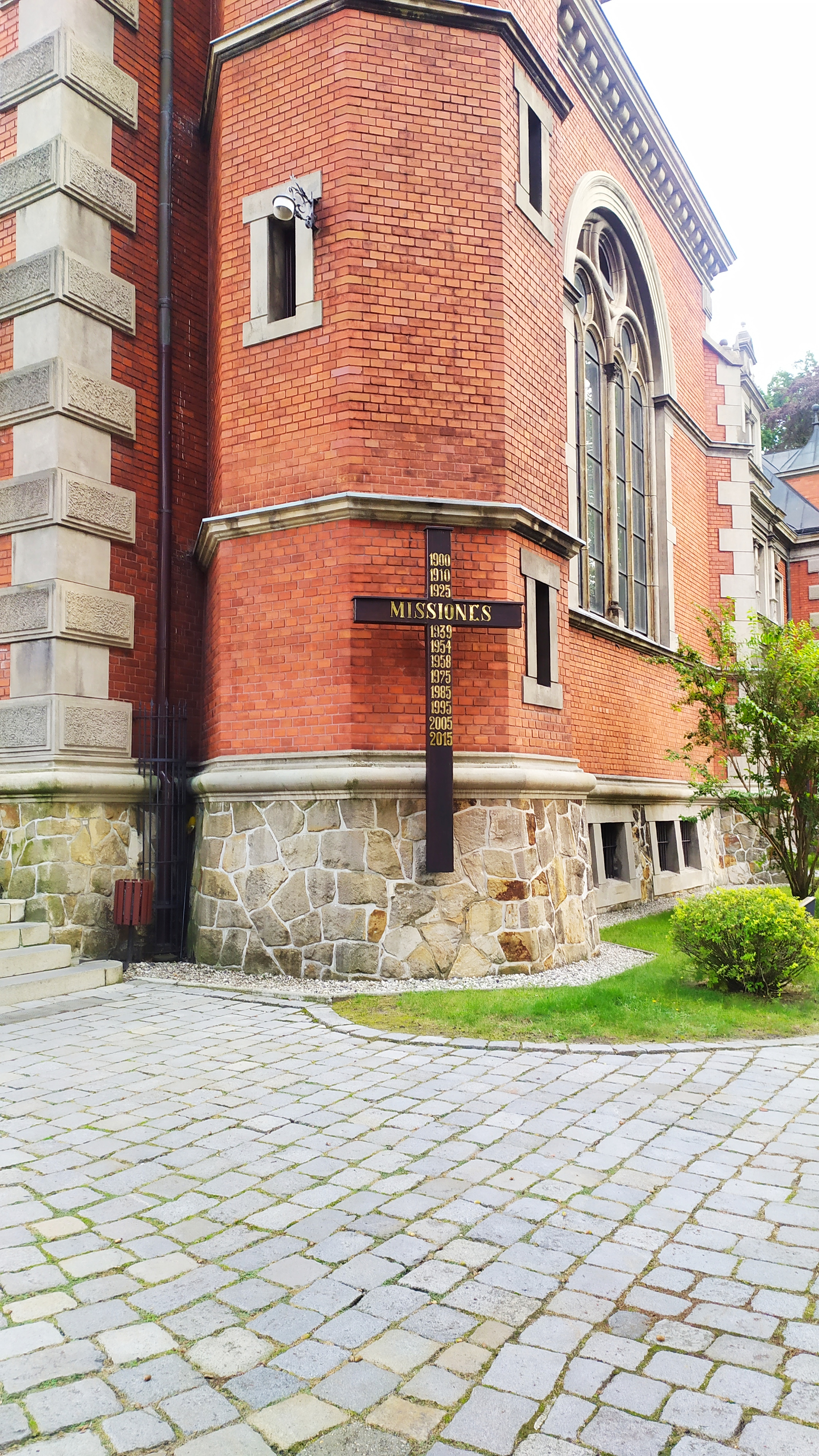
Krzyż misyjny przy kościele
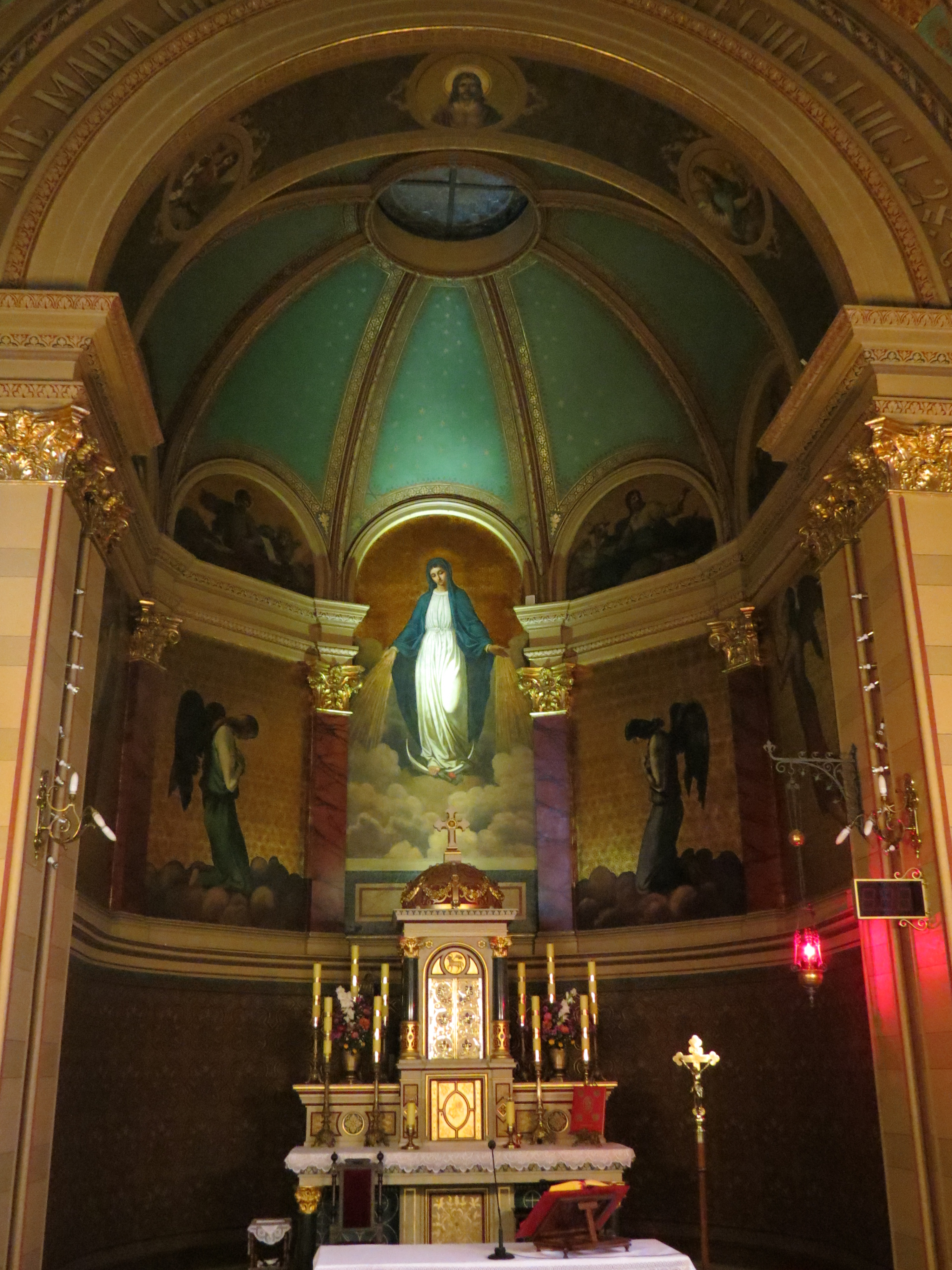
Ołtarz główny
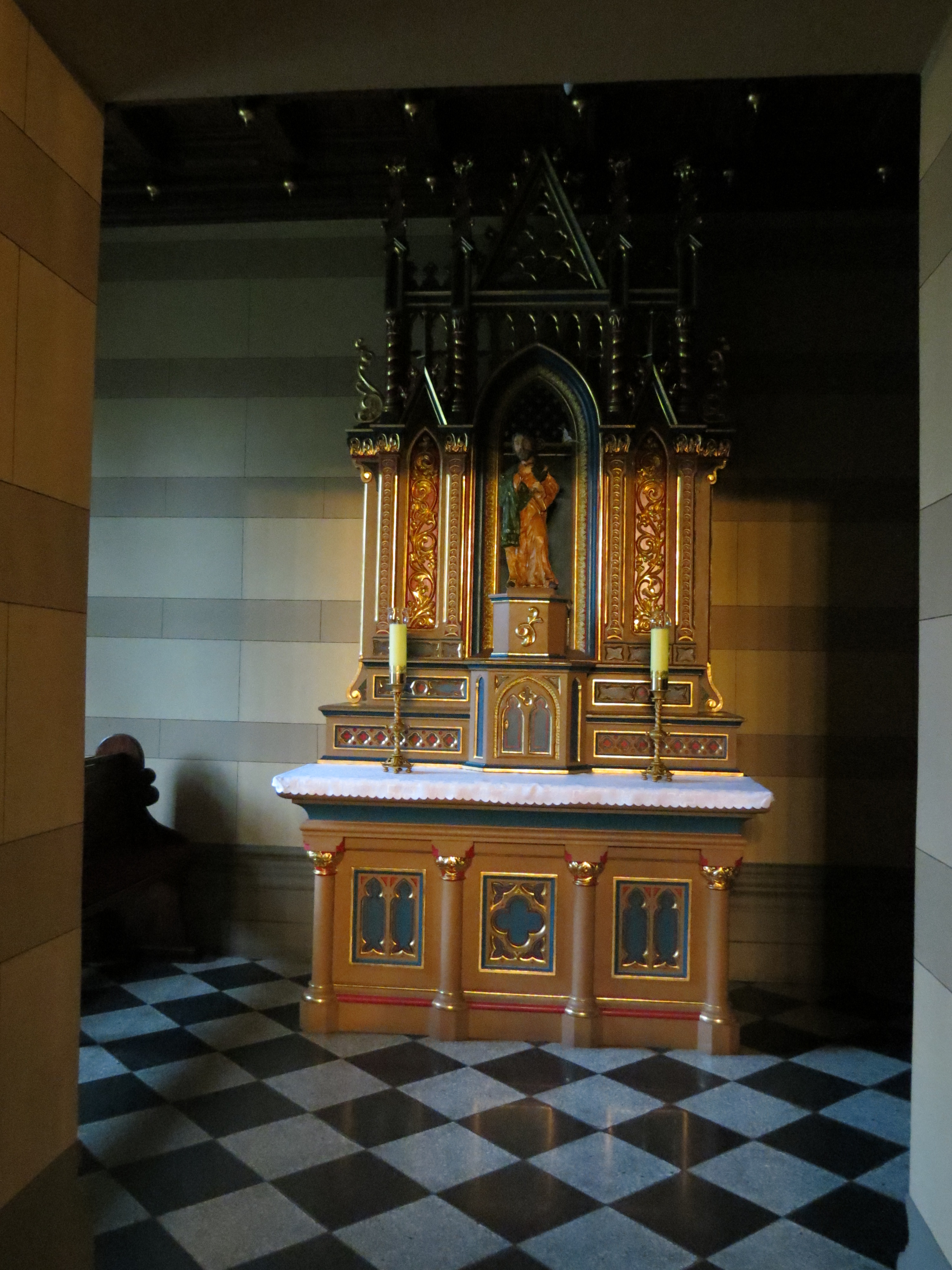
Ołtarz boczny
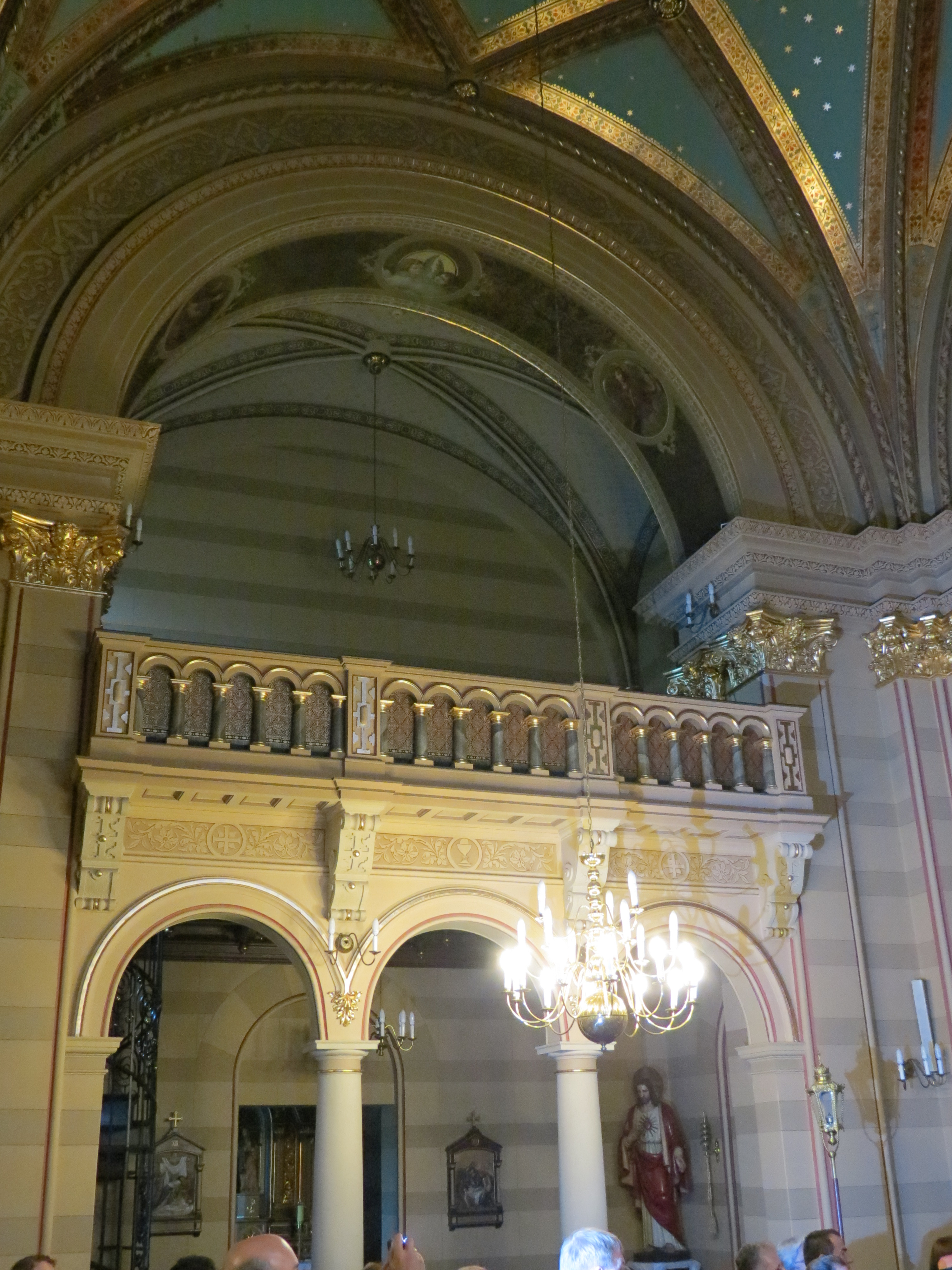
Empora boczna
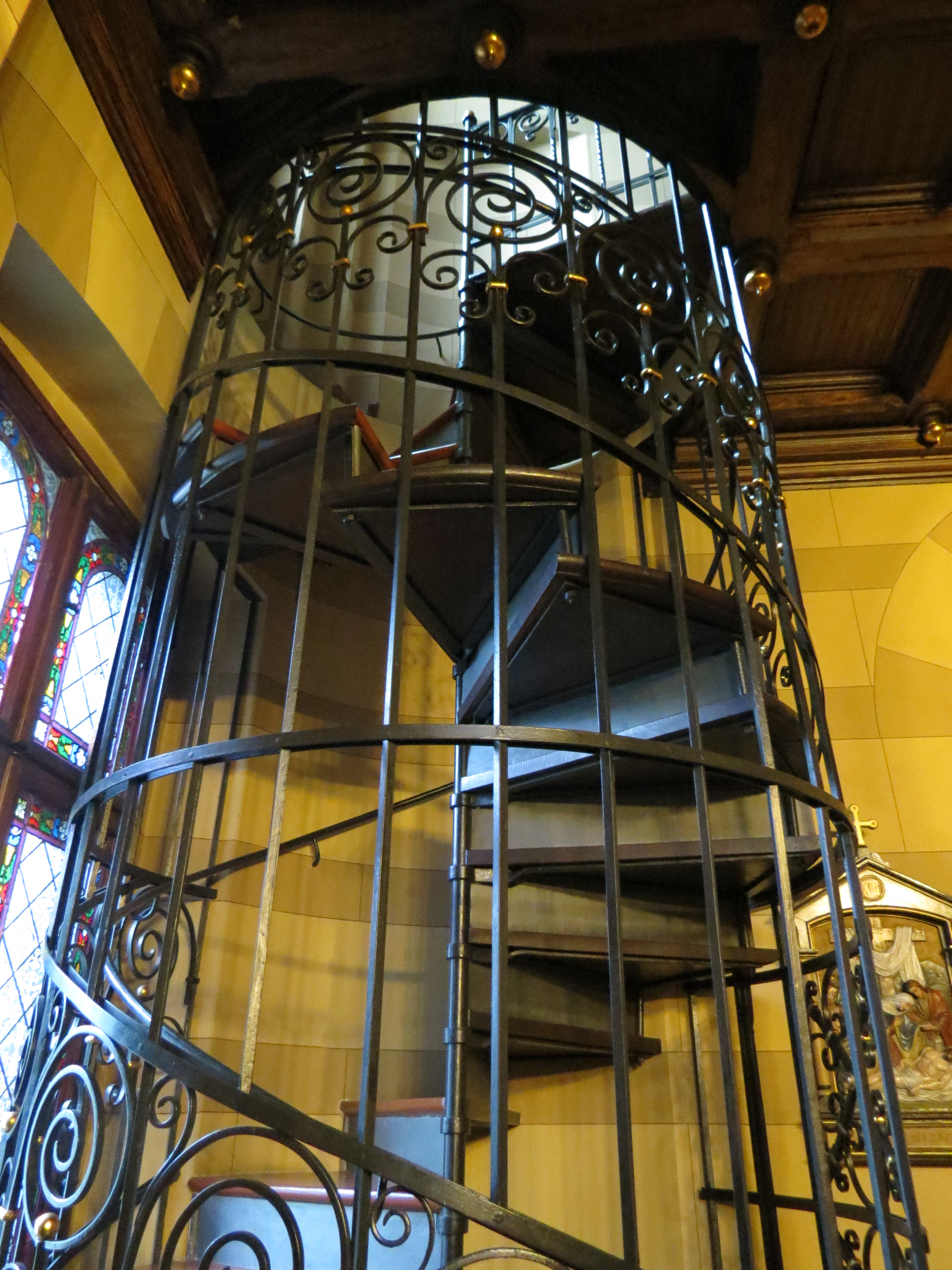
Wejście na chór boczny
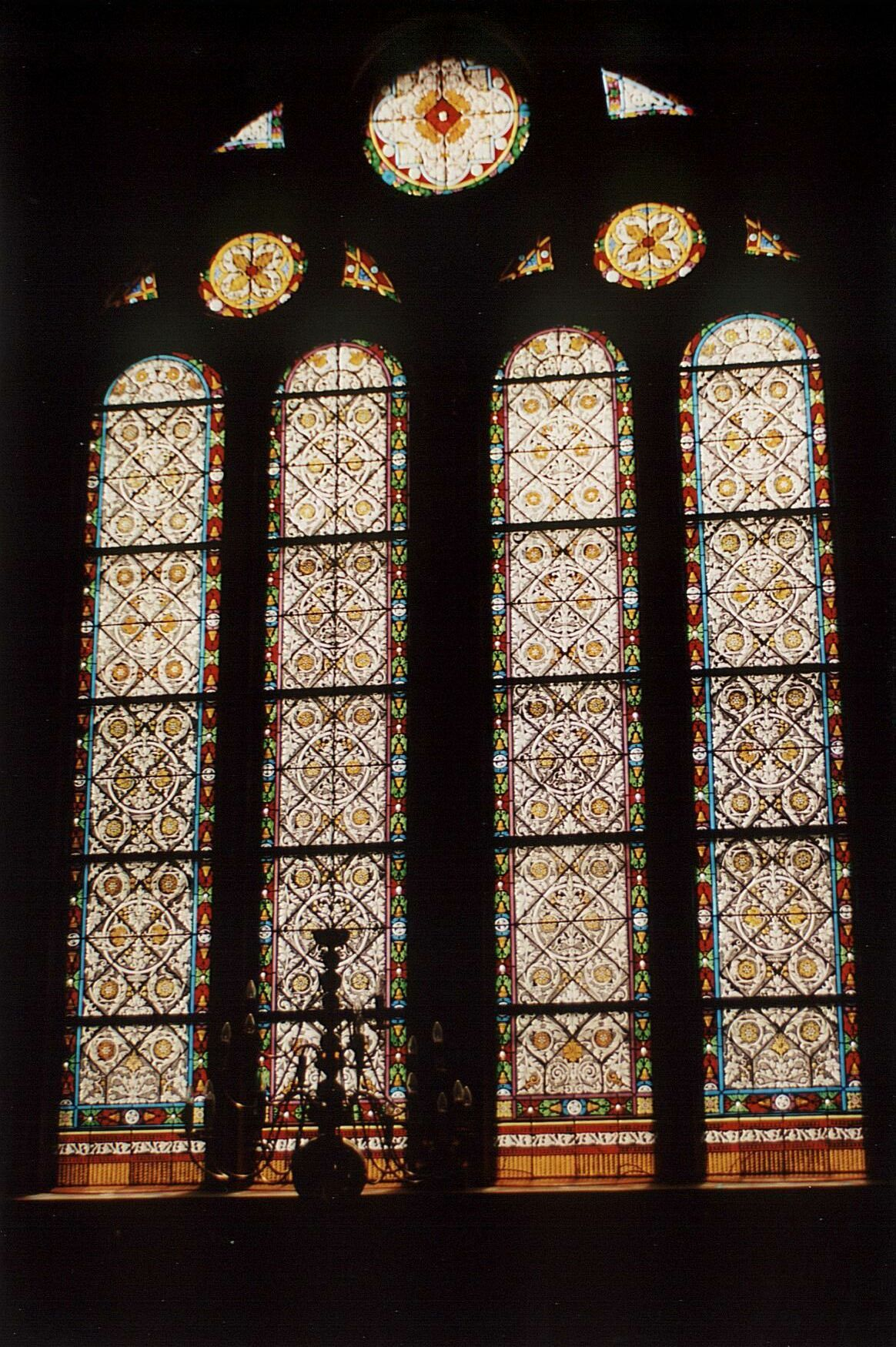
Witraż
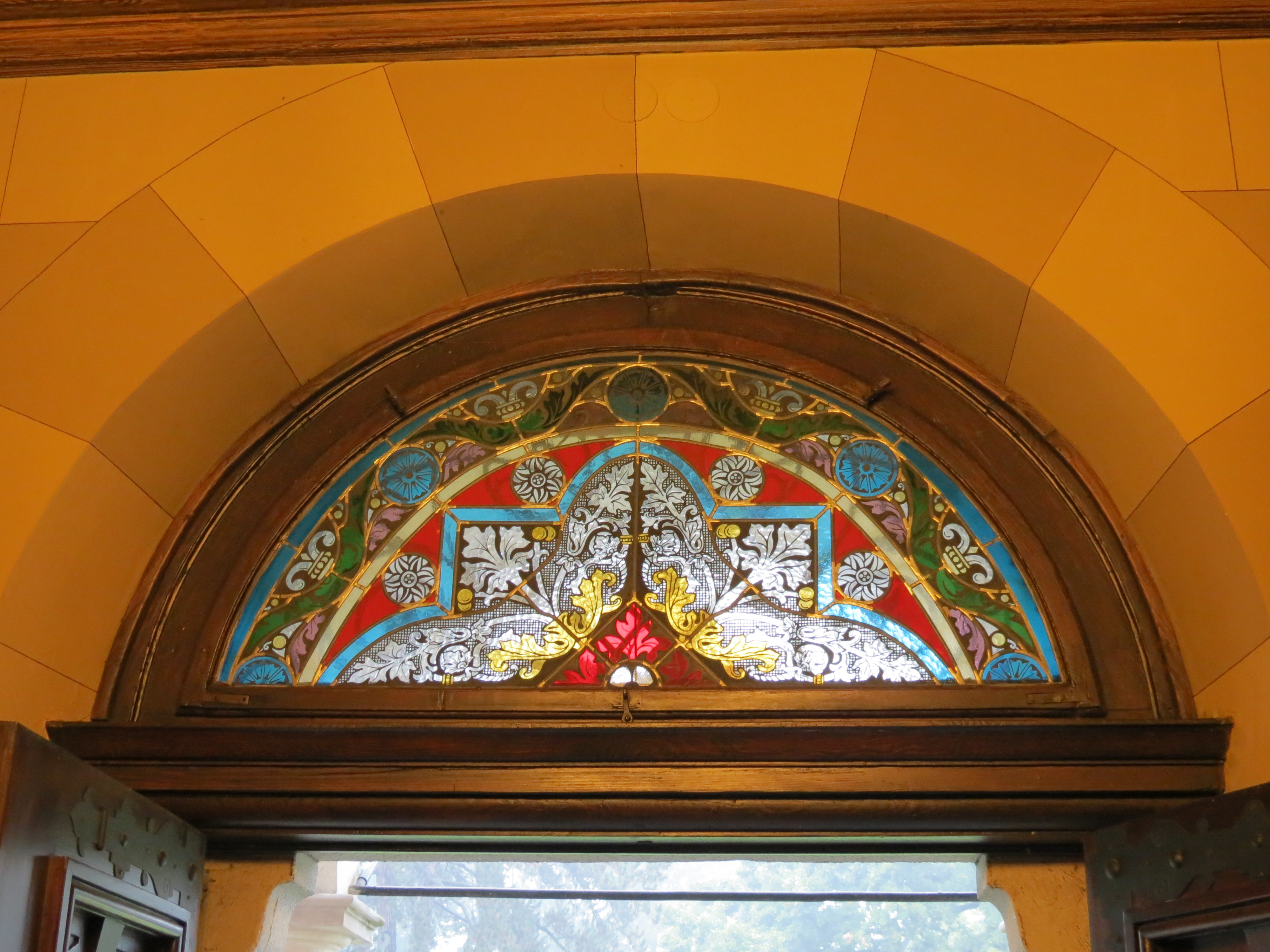
Witraż nad wejściem głównym
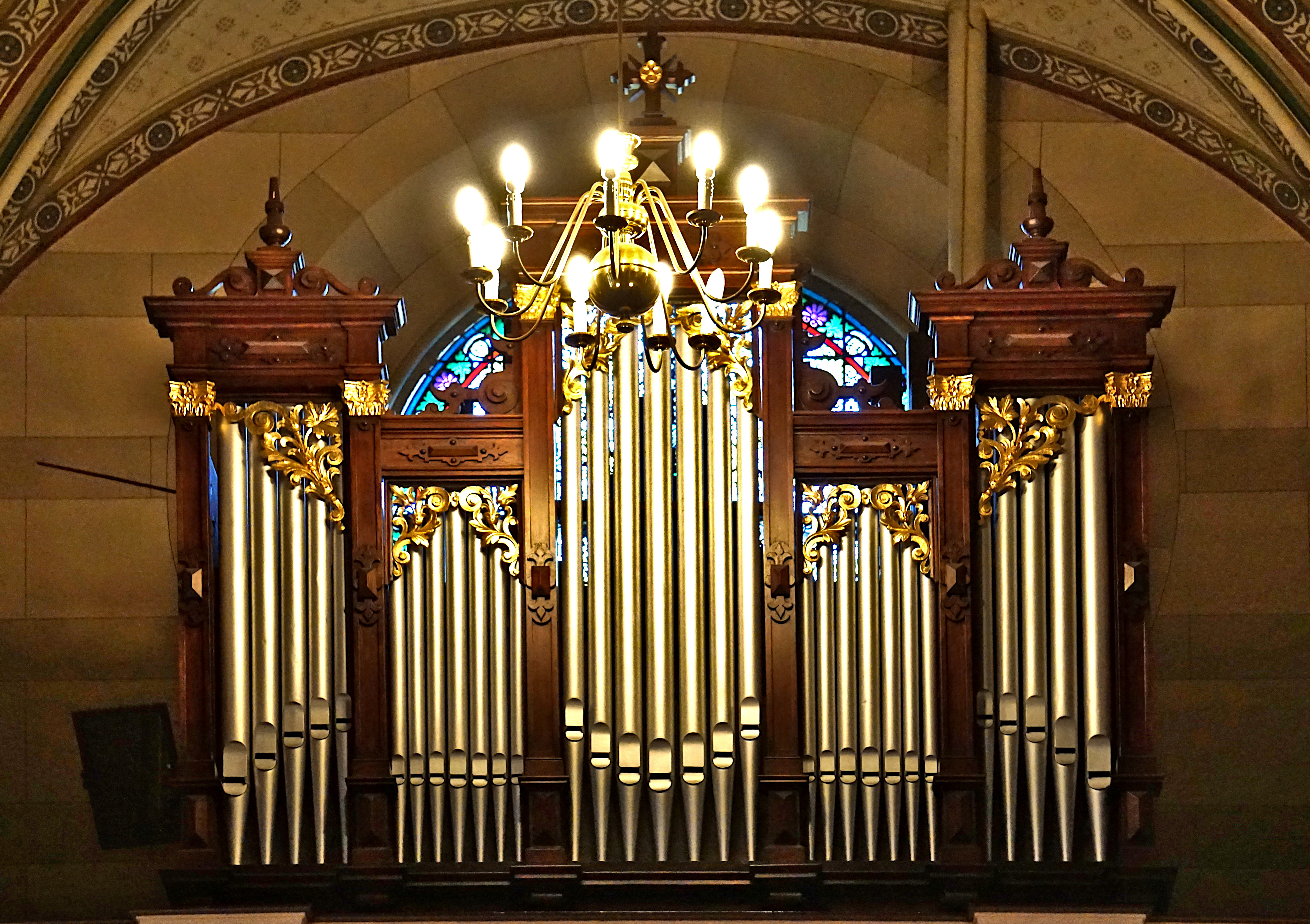
Organy firmy Schlag & Söhne